# John Skelton (giocatore di football americano)
John Michael Skelton (El Paso, 17 marzo 1988) è un ex giocatore di football americano statunitense che ha militato nel ruolo di quarterback per i San Francisco 49ers della National Football League.
Fu scelto dagli Arizona Cardinals nel corso del quinto giro del Draft NFL 2010. Al college ha giocato a football alla Fordham University. Suo fratello Stephen Skelton ha giocato nel ruolo di tight end per i Cardinals e gli Houston Texans.

## Carriera professionistica

### Arizona Cardinals

#### 2010
Skelton fu scelto dagli Arizona Cardinals nel quinto giro del draft 2010. Dopo che Matt Leinart fu svincolato, fu nominato terzo quarterback dei Cardinals.
La prima esperienza di Skelton nella NFL fu nella gara di pre-stagione 2010 contro gli Houston Texans dove guidò i Cardinals a due touchdown in due possessi portando Arizona alla vittoria in rimonta. John completò 5 passaggi su 6 tentativi per 84 yard terminando con un passer rating perfetto di 158,3.
Skelton entrò nell'ultimo periodo della gara contro i St. Louis Rams facendo il suo debutto nella NFL e completando 3 passaggi su 6 per 45 yard con un passer rating di 75,0. I Cardinals persero comunque coi Rams 6-19. Skelton in seguito a questa partita fu nominato quarterback titolare.
Nella sua prima partenza da titolare, Skelton guidò i Cardinals alla vittoria 43-13 sui Denver Broncos, interrompendo una striscia di sette sconfitte consecutive dei Cardinals. John completò 15 passaggi su 37 per 146 yard. Skelton fu in nomination per il premio di rookie della settimana dopo questa partita, premio che però vinse Rob Gronkowski dei New England Patriots. Nella terza partita da titolare, il giorno di Natale, John guidò il drive vincente, portando i Cardinals a distanza da field goal che Jay Feely calciò con successo. I Cardinals vinsero quindi 27-26 contro i Dallas Cowboys.
Skelton perse l'ultima partita della stagione contro i San Francisco 49ers lanciando un touchdown e subendo un intercetto. Skelton terminò la sua stagione da rookie con due passaggi da touchdown e due intercetti per un totale di 662 yard passate ed un rating di 62,3.

#### 2011
Nel 2011, Skelton partì come quarterback titolare al posto dell'infortunato Kevin Kolb. Alla prima stagionale come titolare contribuì a far terminare una striscia di sei sconfitte consecutive della propria squadra, vincendo contro i St. Louis Rams per 19–13. La sua annata si concluse con 1.913 yard passate, 11 touchdown e 14 intercetti, con un passer rating di 68,9. I Cardinals vinsero 5 delle 7 gare giocate da Skelton come titolare quella stagione.

#### 2012
Il 31 agosto 2012, Skelton fu nominato quarterback titolare dei Cardinals per la gara di debutto contro i Seattle Seahawks il 9 settembre. In quella gara si infortunò però alla caviglia, venendo sopravanzato da Kolb che guidò la squadra a vincere le prime quattro gare della stagione. Dopo che lo stesso Kolb si infortunò, Skelton disputò quattro gare come titolare, prima di essere sostituito dal rookie scelto al sesto giro Ryan Lindley. Skelton disputò un'altra gara come titolare dopo le cattive prestazioni di Lindley, prima di concludere la stagione lanciando 4 intercetti nella sconfitta 58-0 nella rivincita coi Seahawks della settimana 14. Il 1º aprile 2013 fu svincolato.

### Cincinnati Bengals
Il 3 aprile 2013, Skelton firmò coi Cincinnati Bengals.

### San Francisco 49ers
Il 2 ottobre 2013, Skelton firmò un contratto annuale coi San Francisco 49ers.

## Statistiche

### Stagione regolare
| Anno | Squadra           | Gare | Gare | Gare | Passaggi | Passaggi | Passaggi | Passaggi | Passaggi | Passaggi | Passaggi | Passaggi | Sack | Sack | Corse | Corse | Corse | Corse | Fumble | Fumble |
| Anno | Squadra           | G    | GT   | V–S  | Comp     | Ten      | %        | Yard     | Y/Att    | TD       | INT      | Rating   | #    | Yds  | Ten   | Yard  | Media | TD    | FUM    | Persi  |
| ---- | ----------------- | ---- | ---- | ---- | -------- | -------- | -------- | -------- | -------- | -------- | -------- | -------- | ---- | ---- | ----- | ----- | ----- | ----- | ------ | ------ |
| 2010 | Arizona Cardinals | 5    | 4    | 2-2  | 60       | 126      | 47.6     | 662      | 5.3      | 2        | 2        | 62.3     | 9    | 65   | 10    | 49    | 4.9   | 0     | 3      | 1      |
| 2011 | Arizona Cardinals | 8    | 7    | 5-2  | 151      | 275      | 54.9     | 1,913    | 7.0      | 11       | 14       | 68.9     | 23   | 162  | 28    | 128   | 4.6   | 0     | 4      | 1      |
| 2012 | Arizona Cardinals | 6    | 6    | 1-5  | 109      | 201      | 54.2     | 1,132    | 5.6      | 2        | 9        | 55.4     | 15   | 98   | 4     | 5     | 1.3   | 0     | 4      | 2      |
|      | Totale            | 20   | 17   | 8-9  | 320      | 602      | 53.2     | 3,707    | 6.2      | 15       | 25       | 63.0     | 47   | 325  | 42    | 182   | 4.3   | 0     | 11     | 4      |